# Gaststätte Atzinger

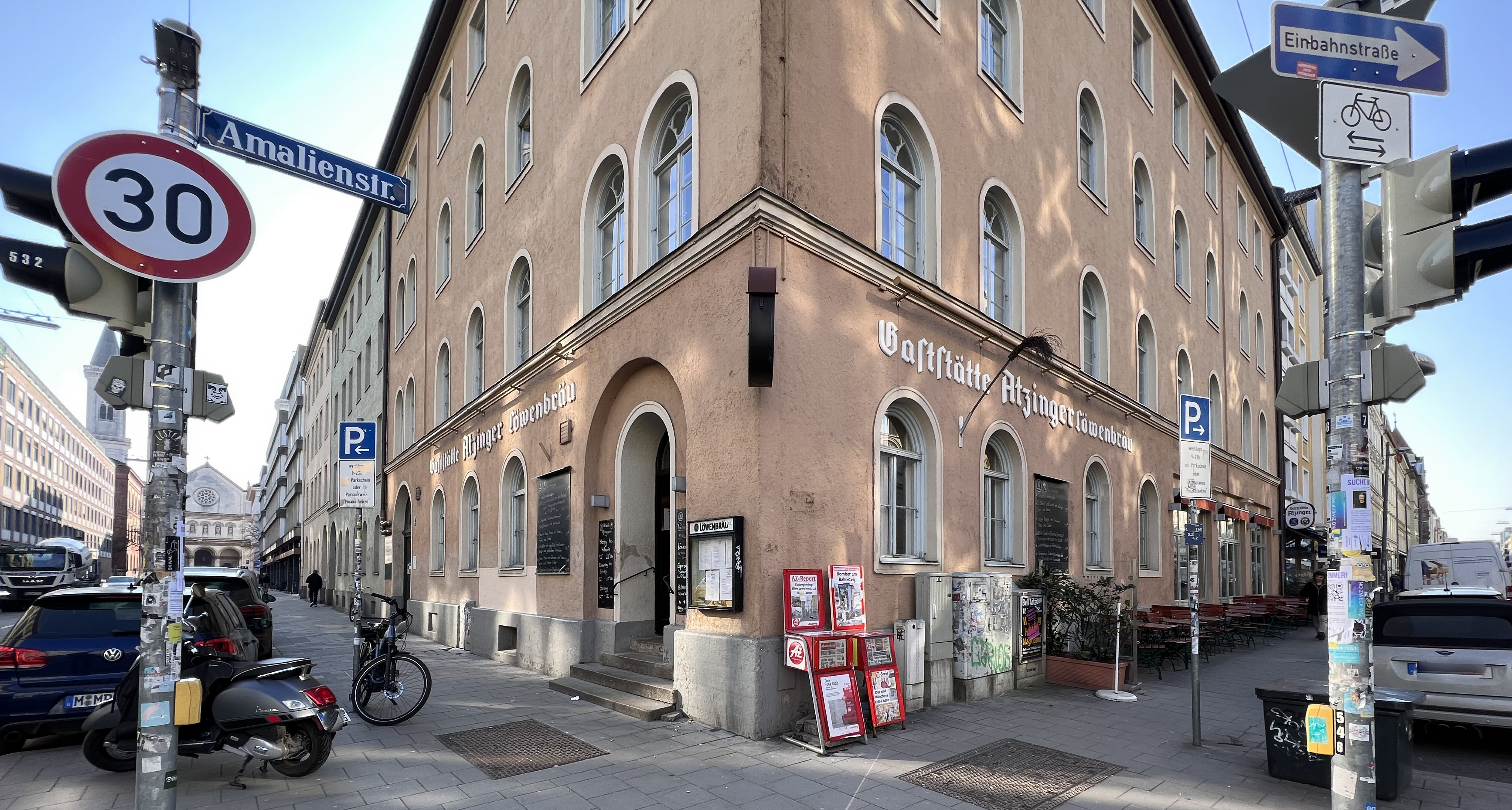
Gaststätte Atzinger (2023)

Die Gaststätte Atzinger ist ein traditionelles Münchner Gasthaus in der Schellingstraße 9 in München-Maxvorstadt. Am Rande der Hauptgebäude und Institute der Ludwig-Maximilians-Universität gelegen, gilt der „Atzinger“ seit Ende der 1920er Jahre als typische Schwabinger Studentenkneipe. 

## Gebäude
Das unter Denkmalschutz stehende Gebäude an der Schellingstraße/Ecke Amalienstraße ist ein viergeschossiger spätklassizistischer Eckbau mit Rundbogenstil-Fassade. Es wurde 1893 errichtet; Bauherr war der Schreinermeister Johann Sauermann. Die Räume der heutigen Gaststätte wurden anfangs als Wohnungen genutzt, zur Amalienstraße hin befanden sich im Erdgeschoss Geschäfte. Seit 1925 ist das Anwesen im Besitz der Löwenbräu AG. Anfangs befand sich in den heutigen Gasträumen die Kantine des Finanzamts München. 1925 wandelte die Löwenbrauerei das Erdgeschoss in eine Gaststätte um. In den 1970er Jahren erwarb die Ludwig-Maximilians-Universität das Gebäude. Die Brauerei blieb Pächter der Gaststätte. In den Obergeschossen befinden sich Büroräume der Universität.

## Geschichte der Studentenkneipe
Mitten im Universitätsviertel gelegen war die Gaststätte von Anfang an Treffpunkt für Studenten und Lehrpersonal der Ludwig-Maximilians-Universität und der einige Häuserblocks weiter gelegenen, seit 1868 bestehenden TU München. Die ehemaligen Wirte Wilfried Albrecht und Georg Dorner prägten jahrzehntelang den Studenten-Kult-Charakter des Atzinger. Nach deren Ableben führten die beiden Witwen der Gastronomen den Betrieb, bis sie im Mai 2008 die Gaststätte aus privaten Gründen aufgaben. Daraufhin unterzog Löwenbräu die Gaststätte einer umfassenden Renovierung und Rückgestaltung in den ursprünglichen Zustand. Der große Gastraum erhielt seine frühere Farbgebung, ein Kirchenmaler brachte die einstmals dreifarbige Wandverkleidung unter zahlreichen Farbschichten wieder ans Tageslicht und die Stuckdecke wieder in ihren ursprünglichen Zustand. Die Zwischenwände wurden entfernt und ein an der Ecke Schelling- und Amalienstraße gelegener Gastraum für 200 Gäste geschaffen. Seit einer umfassenden Renovierung im Jahr 2008 entspricht die Gaststätte wieder ihrem ursprünglichen Charakter. Im Dezember 2023 stellte die Betreibergesellschaft, die auch den nahegelegene Gaststätte Alter Simpl bewirtschaftete, einen Insolvenzantrag und schloss vorübergehend das Lokal. Im April 2024 wurde die Gaststätte unter neuer Leitung wiedereröffnet.